# La pedra de Mazarin
L'aventura de la pedra de Mazarin (anglès: The Adventure of the Mazarin Stone) és un dels 12 contes de Sherlock Holmes d'Arthur Conan Doyle a L'arxiu de Sherlock Holmes (1927). Es va publicar per primera vegada al Regne Unit l'octubre de 1921, i també es va publicar a Hearst's International als Estats Units el novembre de 1921.

## Trama

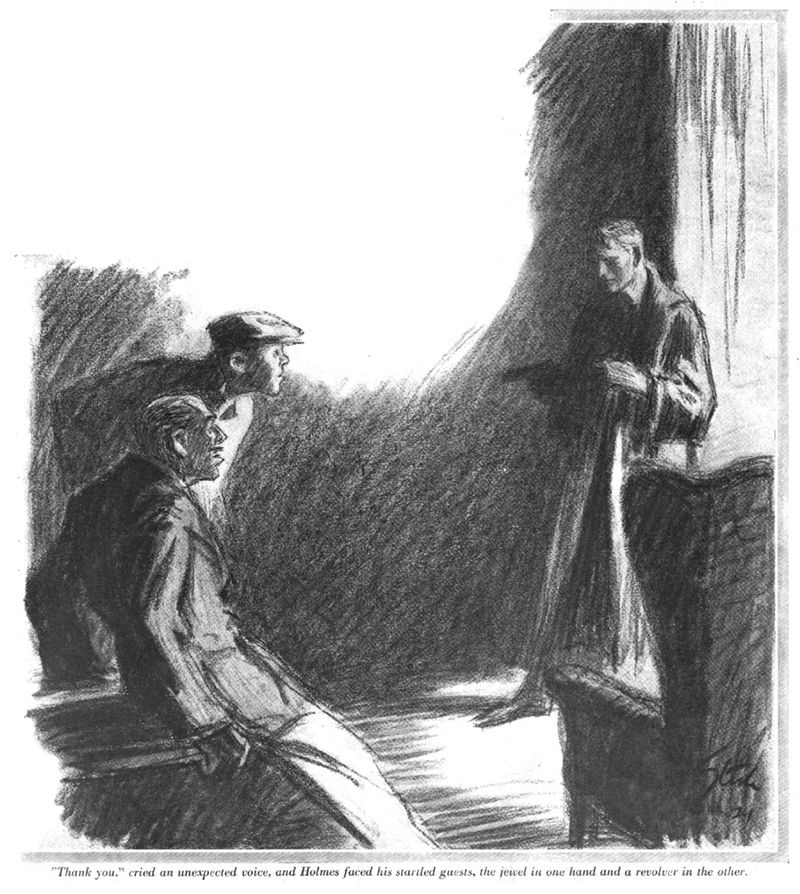
Il·lustració de 1921 de Frederic Dorr Steele a Hearst's International

Watson arriba al 221B de Baker Street on el patge Billy li mostra una efígie de cera d'Holmes col·locada a prop d'una finestra amb cortines a la sala d'estar. L'efígie produeix una ombra a la cortina que, vista des de fora, és el perfil inconfusible de Sherlock Holmes. Utilitzant aquest truc visual, Holmes pretén donar un objectiu perfecte a un aspirant a assassí amb un rifle. Holmes anomena el seu assassí com el comte Negretto Sylvius, el lladre de diamants que ha seguit disfressat. Li dona l'adreça del criminal a Watson i després envia el metge a buscar la policia. Quan el comte arriba, Holmes fa que Billy el convidi a entrar, després el pren per sorpresa quan intenta atacar l'efígie. Aleshores, Holmes ofereix al comte i al seu ajudant, el boxejador Sam Merton, llibertat si renuncien a la joia, o presó si no.
Els convida a discutir l'acord mentre toca el violí a l'habitació del costat. Quan el comte decideix fer joc doble a Holmes i treu la pedra de la seva butxaca secreta per mostrar a Sam a la llum de la finestra, el detectiu surt de la cadira en lloc de la seva rèplica i agafa la joia de 100.000£. El seu dormitori té un gramòfon i un passatge secret per darrere de la cortina.
Després que la policia s'emporti els dolents, Lord Cantlemere entra. A diferència del primer ministre i el secretari de l'Interior, no volia Holmes. Quan l'enganyen perquè insisteixi en l'arrest de qui es trobi posseïdor del diamant, troba la joia a la butxaca -on l'ha col·locada Holmes- i demana disculpes. Finalment, Holmes pot menjar.

## Aspectes inusuals
Destaca per ser una de les dues històries d'Arthur Conan Doyle Holmes, a part d'un parell de vinyetes humorístiques, està escrit en tercera persona. (l'altre és «El darrer cop d'arquet». La pedra Mazarin es va escriure d'aquesta manera perquè va ser una adaptació d'una obra teatral, The Crown Diamond, en la qual Watson gairebé no va aparèixer. La seva adaptació del teatre també explica per què l'acció d'aquesta història es limita a una sala. El gir de la trama en què Holmes revela que havia estat escoltant els dos criminals mentre parlaven lliurement tampoc no hauria estat possible utilitzant una narració en primera persona.
The Crown Diamond, subtitulat An Evening with Sherlock Holmes, es va representar per primera vegada el 2 de maig de 1921 a l'hipòdrom de Bristol, i va ser escrit abans del conte, que es va publicar per primera vegada l'octubre de 1921. Tanmateix, els historiadors no estan d'acord sobre quan va ser l'obra. escrit, alguns creuen que es va escriure a principis de 1921, mentre que altres creuen que es va escriure anys abans. A l'obra original, el dolent era l'enemic d'Holmes, el coronel Sebastian Moran de la infàmia de "L'aventura de la casa deshabitada", no el comte Negretto Sylvius.

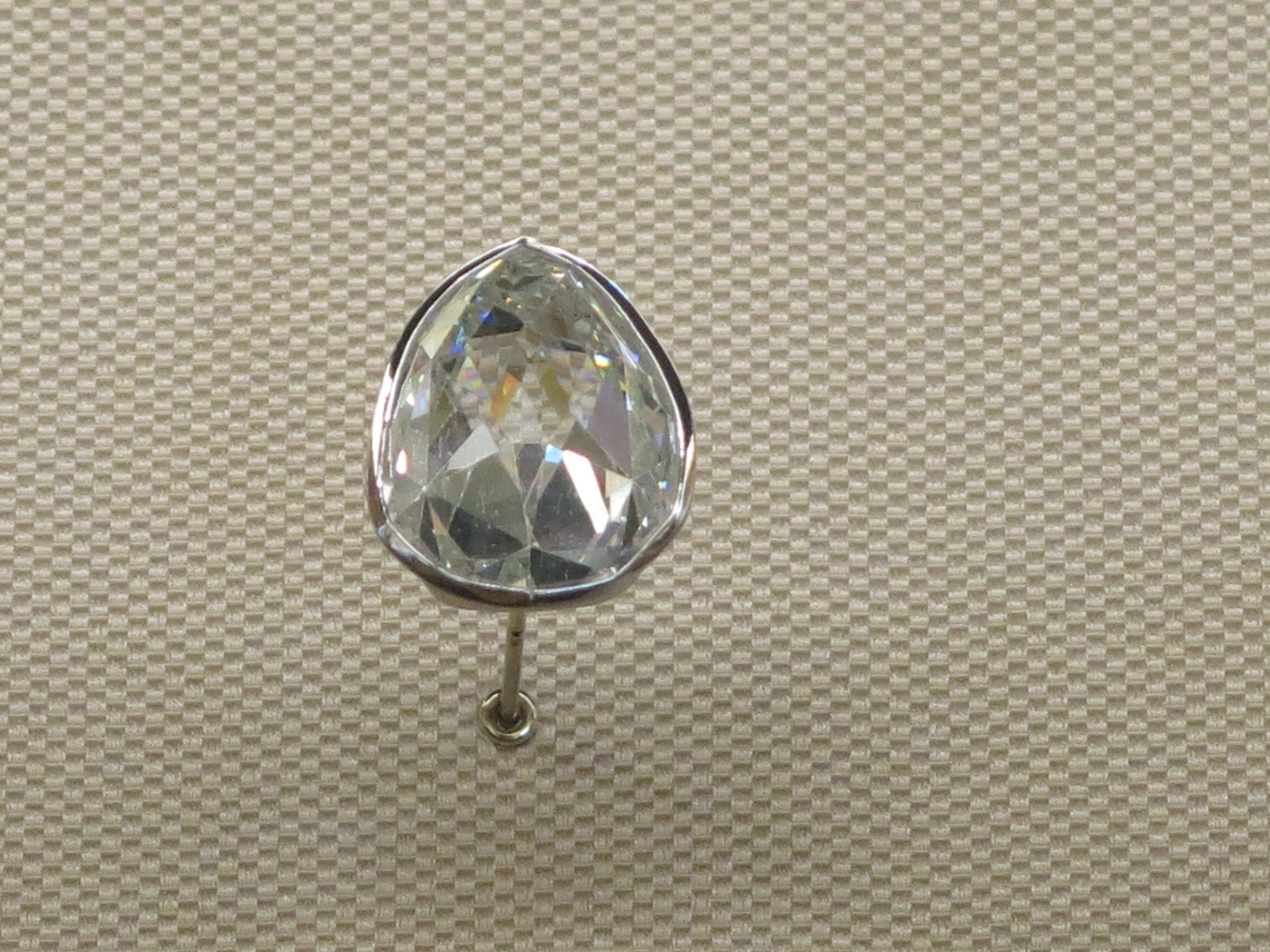
El diamant Sancy, un dels diamants llegats pel cardenal Mazarin a Lluís XIV

Segons Leslie S. Klinger, el nom utilitzat per descriure la "pedra Mazarin" a la història curta implica que la pedra va pertànyer al cardenal Jules Mazarin, qui, a la seva mort el 1661, va llegar al monarca francès una col·lecció de divuit diamants després. anomenats "Diamants Mazarin". El nom "Mazarin" no s'esmenta a l'obra original, tot i que la pedra es descriu com un diamant de la corona groga tant a l'obra com a la història curta.

## Historial de publicacions
La pedra Mazarin es va publicar al Regne Unit a The Strand Magazine l'octubre de 1921, i als Estats Units a Hearst's International el novembre de 1921. La història es va publicar amb tres il·lustracions d'Alfred Gilbert a The Strand, i amb quatre il·lustracions de Frederic Dorr Steele a Hearst's International Va ser inclòs a la col·lecció de contes L'arxiu de Sherlock Holmes, que es va publicar al Regne Unit i als Estats Units el juny de 1927

## Adaptacions

### Cinema i televisió
Un curtmetratge mut basat en la història es va estrenar el 1923 com a part de la sèrie de pel·lícules de Sherlock Holmes de Stoll Pictures, amb Eille Norwood com a Holmes i Hubert Willis com a Watson.
Un episodi de For the Children de la BBC va adaptar la història per a la televisió l'any 1951. Amb Andrew Osborn com a Holmes i Philip King com a Watson, es creu que cap metratge ha sobreviscut.
Aquesta història va ser molt reescrita per a la sèrie Sherlock Holmes de Granada Television. El 1994, es va fusionar amb una altra història, "L'aventura dels tres garridebs". El canvi més notable és que Holmes no apareix excepte en el pròleg i l'escena final (l'actor Jeremy Brett estava fora per malaltia). És Mycroft Holmes (Charles Gray) qui s'encarrega del cas del diamant robat, mentre que Watson és retingut per investigar el misteri de Garrideb.
La pedra Mazarin va ser adaptada com "The Adventure of the Mazarin Chip" per a un episodi del 2001 del programa de televisió animat Sherlock Holmes al segle XXII.

### Ràdio
La pedra Mazarin va ser adaptat per Edith Meiser com a episodi de la sèrie de ràdio nord-americana  The Adventures of Sherlock Holmes. L'episodi es va emetre el 9 de febrer de 1931, amb Richard Gordon com Sherlock Holmes i Leigh Lovell com el Dr. Watson. Una altra dramatització de la història adaptada per Meiser es va emetre el 23 de maig de 1936 (amb Gordon com a Holmes i Harry West com a Watson).
Meiser també va adaptar la història com a episodis de la sèrie de ràdio nord-americana The New Adventures of Sherlock Holmes que es va emetre el 5 de gener de 1941 (amb Basil Rathbone com a Holmes i Nigel Bruce com a Watson) i el 4 de gener de 1948 (amb John Stanley com a Holmes i Alfred Shirley com Watson).
Dues adaptacions radiofòniques de la BBC de la història es van emetre com a part de la sèrie de ràdio 1952–1969 protagonitzada per Carleton Hobbs com Sherlock Holmes i Norman Shelley com el Dr. Watson. El primer es va emetre el 2 de desembre de 1954 a la BBC Home Service i va ser dramatitzat per Felix Felton, amb Ralph Truman com el comte Negretto Sylvius. El segon es va emetre el 4 de setembre de 1962 al BBC Light Program, i va ser dramatitzat per Michael Hardwick, amb Francis de Wolff com el comte Sylvius.
"The Mazarin Stone" va ser dramatitzat per a la BBC Radio 4 el 1994 per Bert Coules com a part de la sèrie de ràdio 1989–1998 protagonitzada per Clive Merrison com Holmes i Michael Williams com Watson. Va comptar amb Anthony Bate com Lord Cantlemere i Nigel Anthony com el comte Sylvius.
L'any 2006, la història va ser adaptada per a la ràdio com a part de The Classic Adventures of Sherlock Holmes, una sèrie del programa de ràdio nord-americà Imagination Theatre, amb John Patrick Lowrie com a Holmes i Lawrence Albert com a Watson.